# أندرو ديفيز (منافس ألعاب قوى)
أندرو ديفيز (بالإنجليزية: Andrew Davies) هو منافس ألعاب قوى بريطاني، ولد في 30 أكتوبر 1979.

## وصلات خارجية
- أندرو ديفيز على موقع الاتحاد الدولي لألعاب القوى (الإنجليزية)
- أندرو ديفيز على موقع الاتحاد الألماني للألترا ماراثون (الإنجليزية)
- أندرو ديفيز على موقع ThePowerOf10.info (الإنجليزية)
- أندرو ديفيز على موقع Soccerway.com (الإنجليزية)
- أندرو ديفيز على موقع عالم كرة القدم.نت (الإنجليزية)
- أندرو ديفيز على موقع رابطة إحصائيات سباق الطريق (الإنجليزية)
- أندرو ديفيز على موقع الرابطة الدولية لركض المسار (الإنجليزية)
- أندرو ديفيز على موقع اتحاد ألعاب الكومنولث (مؤرشف) (الإنجليزية)